# 俞珊
俞珊（1908年—1968年），浙江山阴（今属绍兴市）人。中国女演员，最早的话剧演员之一。
俞珊出身山阴俞氏，家世显赫。祖父俞明震为清末翰林，曾任江南水师学堂督办。父俞大纯、堂叔俞大维皆为民国时期政府官员。
俞珊早年就读于上海国立音乐学院。1929年由田汉邀入影剧演出团体南国社，不久因主演王尔德名剧《莎乐美》而声名鹊起，次年主演田汉改编的《卡门》。与梁实秋、徐志摩等往来密切。1933年12月，与国剧运动的倡导者之一、时任国立青岛大学青岛大学筹备委员会委员的赵太侔结婚，后离异。
民国三十七年（1948年），俞珊投奔华北解放区。中华人民共和国成立后，先后于江苏京剧团、中国戏曲研究院工作。1968年，俞珊在“文革”中去世。